# Aubiac (Lot y Garona)
Aubiac es una comuna francesa situada en el departamento de Lot y Garona, en la región de Nueva Aquitania.

## Demografía
| 352 | 366 | 468 | 680 | 826 | 904 | 1165 |
| Para los censos de 1962 a 1999 la población legal corresponde a la población sin duplicidades (Fuente: INSEE [Consultar]) |     |     |     |     |     |      |